# Virginia City (Nevada)
Virginia City város az USA Nevada államában, Storey megyében, melynek megyeszékhelye is. Lakosainak száma 787 fő (2020. április 1.).

## Népesség
A település népességének változása:

| 2010 | 855 |
| 2020 | 787 |